# شهرستان فوسوئی
شهرستان فوسوئی (به لاتین: Fusui County) یک شهرستان در جمهوری خلق چین است که در چونگزوو واقع شده‌است.

## خصوصیات
شهرستان فوسوئی ۲٬۸۳۶ کیلومترمربع مساحت و ۴۴۰٬۰۰۰ نفر جمعیت دارد و ۹۴ متر بالاتر از سطح دریا واقع شده‌است.